# Octí
Els octíns són un tipus d'alquíns de fórmula empírica C8H14. Es componen de diversos compostos isòmers. Aquests composts consten de vuit àtoms de carboni i per la presència d'un triple enllaç {\displaystyle \mathrm {C} \!\equiv \!\mathrm {C} }. El nom IUPAC es compon del prefix oct– que indica la presència de vuit àtoms de carboni i de –í sufix que indica la presència d'un triple enllaç.
Depenent de la posició del triple enllaç pot tenir els següents isòmers lineals:
- Oct-1-í: CH≡C-CH₂-CH₂-CH₂-CH₂-CH₂-CH₃
- Oct-2-í: CH₃-C≡C-CH₂-CH₂-CH₂-CH₂-CH₃
- Oct-3-í: CH₃-CH₂-C≡C-CH₂-CH₂-CH₂-CH₃
- Oct-4-í: CH₃-CH₂-CH₂-C≡C-CH₂-CH₂-CH₃